# زين شعيتو
زين شعيتو هو رياضي لبنان أمريكي، شارك في منافسات المبارزة الفردية ضمن فعاليات الألعاب الأولمبية الصيفية 2012 التي أقيمت في لندن، وخسر أمام المبارز الصيني جو جون.
حصل شعيتو، الذي كان عضوًا في فريق المبارزة الوطني في جامعة ولاية أوهايو، على لقب المبارزة الفردية لفئة سلاح السيف للرجال في بطولة بطولة الجامعات الوطنية للمبارزة في 2012. حاز على جائزة أفضل رياضي ذكر في ولاية أوهايو للعام 2011-2012، وأصبح ثاني مبارز في تاريخ الجامعة يحصل على هذا اللقب. شارك شعيتو أيضًا في فريق المبارزة الشبابي الأمريكي لفئة الرجال (السيف) عام 2007 وساهم في فوز الفريق بأول بطولة عالمية للمبارزة.